# Bagnot
Bagnot é uma comuna francesa na região administrativa da Borgonha-Franco-Condado, no departamento de Côte-d'Or. Estende-se por uma área de 12,09 km². Em 2010 a comuna tinha 165 habitantes (densidade: 13,6 hab./km²).